# The Commuters
The Commuters è un film muto del 1915 diretto da George Fitzmaurice.
È l'adattamento cinematografico dell'omonimo lavoro teatrale di James Forbes, andato in scena a Broadway il 15 agosto 1910 che aveva come protagonista May De Sousa.

## Trama
Larry Brice e l'amico Rolliston, invece di tornare a casa nei sobborghi, restano in città andando in giro per locali. Alle mogli, hanno raccontato di aver dovuto fermarsi per lavoro. Quando torna, Larry si porta dietro Sammy, un direttore d'orchestra, che resta in casa senza che Larry abbia avvisato la moglie Hetty della sua presenza. Risvegliato, Sammy cerca per tutta la casa dei vestiti da indossare e si presenta così nella stanza dove Hetty ha organizzato una riunione di suffragette. Queste pensano, ovviamente, che l'uomo sia l'amante della padrona di casa.
La sera, Larry, Sammy e Rolliston ritornano alla vita notturna. Hetty, allora, insieme alla moglie di Rolliston, scrive un falso biglietto amoroso per ingelosire il marito. Sammy, la notte, sbaglia camera e si infila nella stanza da letto della suocera di Larry. Hetty, prendendolo per il marito, lo bacia. Quando Larry torna a casa, sorprende la suocera che sta picchiando Sammy. Alla fine, il musicista lascia la "tranquilla" vita dei sobborghi e se ne torna nella caotica vita di città.

## Produzione
Il film fu prodotto dalla George Kleine Productions.

## Distribuzione
Il copyright del film, richiesto da George Kleine, fu registrato il 22 aprile 1915 con il numero LP5101.
Distribuito dalla Kleine-Edison Feature Services, il film - presentato da George Kleine - uscì nelle sale cinematografiche statunitensi il 26 aprile 1915.
Copia completa della pellicola viene conservata negli archivi della Library of Congress (George Kleine collection) di Washington.